# 欧仁·格里索
欧仁·格里索（法語：Eugène Grisot，1866年12月19日—1936年5月2日），法国男子射箭运动员。他曾代表法国参加1908年和1920年夏季奥林匹克运动会射箭比赛，共获得一枚金牌、二枚银牌和一枚铜牌。